# Nezha Alaoui
Pour les articles homonymes, voir Alaoui.
Nezha Alaoui (en arabe : نزهة العلوي, née le 22 août 1982 à Rabat) est une entrepreneure, innovatrice sociale, philanthrope marocaine, fondatrice de Mayshad. Elle est également la présidente de la Fondation Mayshad qu'elle a créée en 2014, une organisation à but non lucratif qui vise l’autonomisation et l’éducation des femmes.

## Éducation
Nezha Alaoui a étudié au lycée Descartes de Rabat et à l’École américaine de Tanger avec un passage d’une année à l’école Étienne-Brûlé à Toronto, où elle a parfait son anglais. Elle a poursuivi ses études supérieures en gestion hôtelière en Espagne avant d’entamer différents stages de fin d’études à Paris, Milan et Londres. Elle a complété son cursus scolaire à Londres où elle a obtenu un bachelor en business international à l'American InterContinental University, et s’est envolée à New York pour des formations en photographie.
Nezha Alaoui a suivi en 2018 un programme pour cadres dirigeants sur le leadership et l'innovation à Harvard Business School.

## Carrière
Nezha Alaoui a commencé sa carrière à 24 ans en tant qu’entrepreneur. Elle se lance le défi d’introduire et de développer des franchises américaines au Maroc : Steve Madden, Carter’s, Osh Kosh et Hanes. 
A 27 ans, elle continue sa carrière en tant que photographe. Mandatée par les Nations unies, elle prend part à des missions pour le compte du Programme Alimentaire Mondiale au Mozambique, en Ethiopie, au Sénégal, en Mauritanie et en Haïti. De par ces différentes expériences, Nezha Alaoui a développé une compréhension profonde et une relation singulière avec les populations marginalisées, en particulier les jeunes et les femmes du tiers monde.

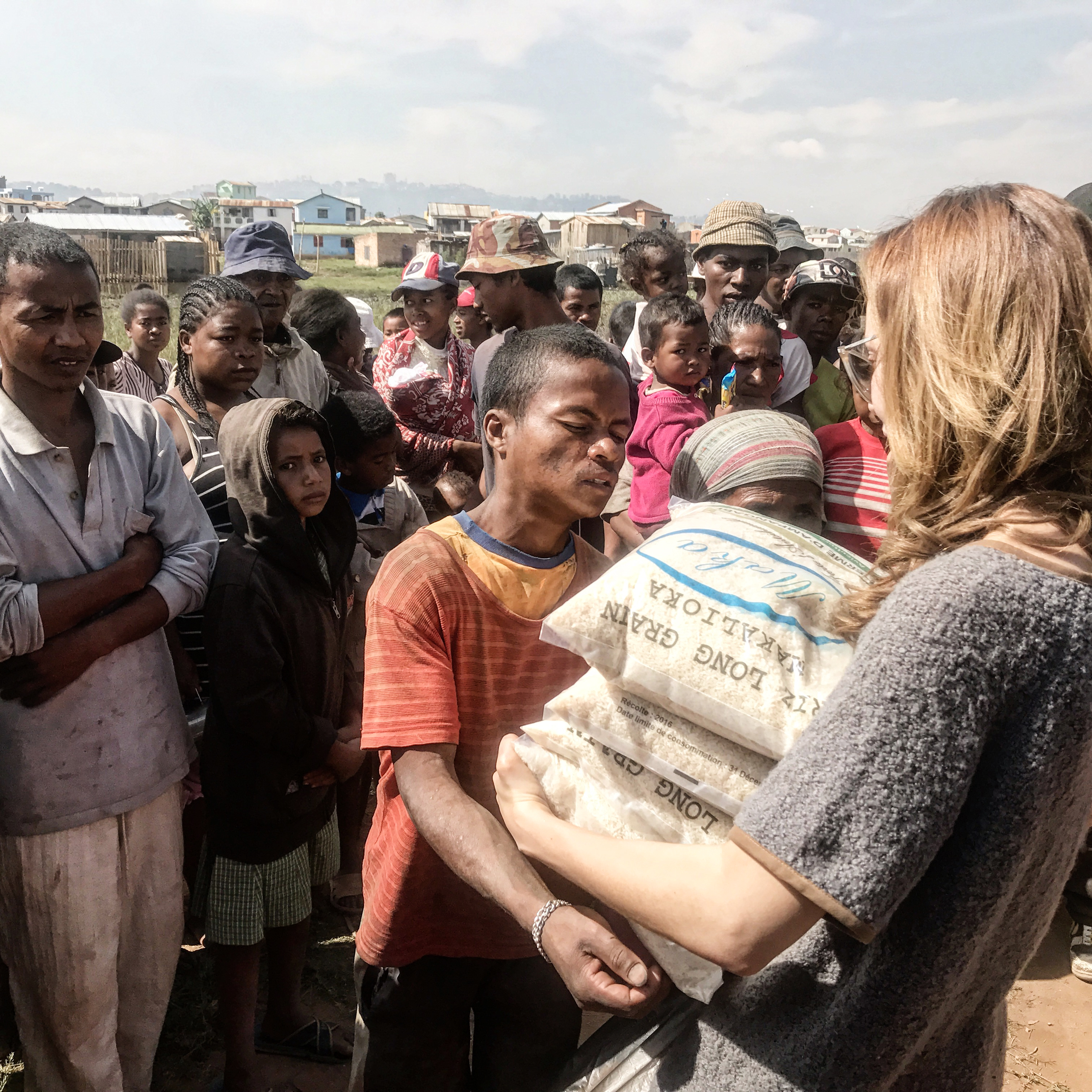
Nezha Alaoui à Madagascar

Ces différentes expériences l’ont inspirée et l’ont amenée à créer la Fondation Mayshad dont la mission est d’aider au renforcement des communautés à travers des programmes axés sur l’éducation et l’entrepreneuriat.
Elle a fondé l’entreprise Mayshad en 2011 avec des bureaux à New York, Paris et Rabat. Le nom Mayshad est une combinaison des deux premières syllabes des prénoms de ses deux filles “Maysoon” et “Shadeen”.
Nezha Alaoui a créé la marque Mayshad Luxury en 2014, une marque de sacs à main de luxe qu’elle produit à Paris et qui est reconnue pour sa responsabilité sociale. 
Nezha Alaoui aide à l’émancipation des jeunes et des femmes tout en favorisant le développement de leur fibre en leadership, et ceci à travers la mise sur pied de nombreuses initiatives à caractère sociale.
Ses publications, expositions et collections ont renforcé sa détermination et sa mission en tant que plaidoyer de la cause de l’émancipation et du leadership chez les jeunes et les femmes.
Nezha est auteur, elle publie en septembre 2018 à New York son ouvrage Be a Leader, de sa collection « Be Who You Want To Be ».

## Publications
- Maroc saharien, terre d'inspiration, Le Cherche Midi, 2013.
- Femmes du Maroc saharien : leur histoire et leurs secrets (en collaboration avec Emmanuel Dierkx de Casterlé), 2015.
- Be A Leader: Be Who You Want to Be, Post Hill PR, 2018.

## Prix et récompenses
- 2015 : Butterfly Mark de Positive Luxury comme une reconnaissance de l'approche socialement responsable de la Maison Mayshad et de l'importance accordée à l'artisanat, au design et au service à la clientèle[9]
- 2016 : Prix décernée par le « ALL Ladies League and Women Economic Forum”, en tant que “femme emblématique créant un monde meilleur pour tous[10]
- 2017 : Prix décerné par la société civile au Maroc pour son travail en tant qu'innovateur social à travers les programmes de la Fondation Mayshad[11]
- 2018 : Prix décerné par le Forum Crans Montana à Genève en tant que “Leader du Futur” parmi de nombreux autres leaders internationaux[11]
- 2018 : Nommée par le « Emirates Woman » pour le travail accompli en tant qu’influenceuse, innovatrice sociale et investisseur en projets sociaux[11]
- 2018 : Participante à la conférence et aux ateliers « Wayfinder » à Istanbul, parmi les représentants de 31 pays[11]